# 纳布啡
纳布啡是一种阿片类受体的镇静剂型精神药物，其镇静效果类似吗啡，有呼吸抑制作用但不明显。同时其抑制有封顶效应，无心血管副反应，临床上一般用于手术后镇痛。